# 哥川スエ
哥川 スエ（うたがわ スエ、1884年〈明治17年〉1月19日 - 1997年〈平成9年〉5月4日）は、長寿日本一だった山口県の女性。

## 人物
山口県吉敷郡大道村（現・防府市大道）に生まれ、1910年に結婚。農業をしながら1男3女を育て、1995年7月12日に長寿日本一となる。
1984年、宇部温泉病院に入院。食事や風呂など身の回りのことは自分でやり、時には民謡を歌ったり踊ったりするなど元気に過ごしていたが、1996年11月に急性心不全を起こし、4人部屋からベッドの2人部屋に移り、看護を受けていた。
1997年5月4日、老衰のため山口県宇部市の宇部温泉病院で死去。113歳105日没。